# Gustafva Juliana Cederström
Gustafva Juliana Cederström, född 1746, död 29 april 1801 på Hålbonäs, var en på sin tid riksbekant svensk bedragare. 
Hon var dotter till Gustaf Cederström, löjtnant vid Österbottens regemente, och Elsa Juliana Cronstedt. Hon klädde ut sig till man, utgav sig för att vara man och utövade sedan flera olika yrken som sådan, något som gav henne andra juridiska rättigheter än som kvinna.